# バクバクナイト おとな食べちゃうぞ
バクバクナイト おとな食べちゃうぞ（バクバクナイトおとなたべちゃうぞ）は、1991年10月14日から1992年4月3日まで、文化放送の平日ナイターオフ枠、月曜 - 金曜 20:00 - 21:40の時間帯で放送されていたラジオワイド番組。

## 概要
当番組の直近では、1987年度ナイターオフから3期連続で放送されていた『15はDOKI DOKI ピンクコング』、1990年度ナイターオフに放送されていた『超学生ハビタ となりのハチャメちゃん』は共に、中学生・高校生を主なリスナーターゲットにしていたが、当番組ではこれよりもさらに年齢層を引き下げ、小学生を主なリスナーターゲットとした番組である。当番組を子供の視線が大人の視線とぶつかり合う場所とするべく、パーソナリティは当時35歳と比較的年齢が高め（『ピンクコング』2代目の太田英明、3代目の鈴木びん（鈴木敏夫）、『となりのハチャメちゃん』の長谷川太よりも年上）でスポーツアナ出身の鈴木光裕が務めた。
当番組を始めたことについて「ラジオの将来を考えた時に、ラジオを知らない子供が増えることは重大な問題」であるとして、この番組を企画したとしている。子供向けの情報番組を目指し、番組には毎日小学6年生の5人が出演し、当日のニュースについて質問を受けるなど子供たちに分かりやすく伝えるように解説したり、子供たちにとって身近なニュースや流行を採り上げてトークをしたり、テーマを決めてディスカッションするなどしていた番組であった。
当時の小学館の学習雑誌『小学六年生』には、当番組と連動した『バクバクナイト通信』コーナー（うおりゃー大橋の作画による漫画形式の連載）が設けられており、当時の『小学六年生』編集長だった立山誠浩が水曜日にレギュラー出演していた。

## タイムテーブル・コーナー
（）
- 20:00 - 今日の出来事たち／交通情報／天気予報
- 20:30 - バクバクトークセッション
- 20:45 - バクバクナイト小さな大ニュース／交通情報／天気予報
- 21:00 - バクバクいんふぉめーしょん
- 21:05 - バクバク子供天国
- 21:25 - バクバクぐらふぃてぃ・みんな生きている…
- 21:29 - 交通情報／天気予報

この他のコーナー
- ぼくの宝物
- パフォーマンス占い
- わたしは女優よ（金曜日）
  - 他